# Sevastopol
För andra betydelser, se Sevastopol (olika betydelser).
Sevastopol (ukrainska: Севастополь uttal (fil); ryska: Севастополь; krimtatariska: Aqyar, äldre Achtijar; historiskt Sebastopol) är en ukrainsk stad – centralort samt kommun – på Krimhalvöns sydligaste spets vid Svarta havet med omkring 340 000 invånare. I mars 2014 förlorade Ukraina militär och politisk kontroll över staden efter en omtvistad folkomröstning. Staden är i dag de facto under rysk ockupation och administreras sedan 21 mars 2014 från Moskva, som en "självstyrande stad".

## Beskrivning
Staden har ett strategiskt läge och en utmärkt naturlig hamn i Severnajabukten. Den var tidigare bas för Sovjetunionens svartahavsflotta och var fram till mars 2014 Ukrainas största flottbas. Den är också ryska svartahavsflottans bas, då Ryssland sedan Sovjetunionens upplösning hyrde in sig i flottbasen enligt ett avtal med Ukraina som löpte till år 2042. Detta avtal har i praktiken rivits upp efter den ryska annekteringen av Krim.[källa behövs] Staden är också en viktig turistort. Sevärt i staden är, förutom de många marina museerna, även det stora panoramat (en uppbyggd scen med utrustning och andra museiföremål, som omärkligt i fonden övergår i en panoramamålning), som visar försvaret av bastionen Malakov under krimkriget. Fram till 1996 var Sevastopol stängt för utländska turister. Bland näringar märks – utöver handel, transport och turism – industri samt produktion av livsmedel. Befolkningen är till majoriteten ryskspråkig.

## Administration
Stadskommunen Sevastopol täcker totalt 864 km² landyta. Den har stått under direkt statlig administration, först under Sovjetunionen och sedan under Ukraina och Ryssland och varit skild från resten av Krim. Stadskommunen är indelad i fyra rajoner. Utöver centralorten Sevastopol innefattar kommunen staden Inkerman, en mindre ort (Katja) samt 29 byar.

## Etymologi
Sevastopol (äldre stavning: Sebastopol) kommer av grekiskans Σεβαστόπολις (klassisk grekiska: Sebastópolis; nygrekiska Sevastópolis). Namnet är sammansatt av två ord: σεβαστός (sebastós, sevastós), "vördnadsvärd" och πόλις (pólis), "stad". Sebastós var den traditionella grekiska översättningen av latinets Augustus, den titel som bars till den förste kejsaren av det romerska riket och dennes efterföljare. Namnet är dock inte av gammal grekisk härkomst, då staden troligen namngavs av tsarinna Katarina II, grundare av den moderna staden.
Den antika grekiska staden som låg på platsen kallades Chersonesos, "halvö", efter det antika grekiska namnet på Krim, Chersonēsos Taurikē, "Tauriska halvön".

## Historik

### Antiken och medeltiden

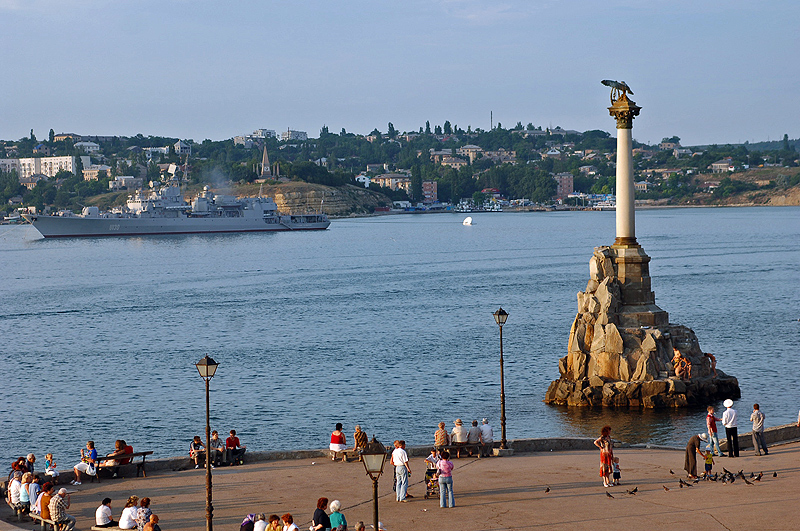
Sevastopol

På 700-talet före Kristus upprättade greker från Miletos en handelsplats vid nuvarande Sevastopol. I slutet av 600-talet inflyttade bosättare från Heraklea Pontica och bosättningen blev den viktigaste på Krim. Under romersk och senare bysantinsk överhöghet behöll den sin grekiska prägel, men förstördes efter den mongoliska belägringen och påföljande besittning av staden på 1300-talet. 

### Ryska och sovjetiska tiden
Då Kejsardömet Ryssland 1783 erövrade Krim grundades staden på nytt och dess citadell upprättades. Staden blev en viktig flottbas och senare en kommersiell hamn. Mellan 1797 och 1826 gick staden under det krimtatariska namnet Achtijar. År 1855 belägrades staden av britterna och fransmännen under Krimkriget; den föll efter elva månader. I Panoramamuseet finns Franz Roubauds hundra meter långa rundmålning av belägringen. Målningen förstördes under andra världskriget men har restaurerats och visas sedan 1954 i den runda museibyggnaden.
Under andra världskriget motstod Sevastopol i 250 dagar mellan 1941 och 1942 axelmakternas belägring. Den befriades av Röda armén den 9 maj 1944 och fick året därpå den sovjetiska titeln "hjältestad".
Under sovjettiden var Sevastopol en stad av stor militär vikt och därför en stängd stad. Den var formellt direkt underställd myndigheterna på republiknivå under Ryska SFSR. År 1954 överfördes Krim till Ukrainska SSR, men inte Sevastopol som blev direktstyrt från Moskva. År 1957 införlivades staden Balaklava i Sevastopol.

### Den ukrainska tiden
År 1992 skrev de nya självständiga staterna Ryska federationen och Ukraina ett avtal om att låta den ryska svartahavsflottan (efterträdare till den sovjetiska dito) även fortsättningsvis få lov att vara baserad på sin flottbas i Sevastopol. Det 25-åriga avtalet skulle då löpa ut 2017. April 2010 skrev den då nytillträdde ukrainske presidenten Viktor Janukovytj och Rysslands dåvarande president Dmitrij Medvedev under en 25-årig förlängning av avtalet, med möjlighet till ytterligare fem års förlängning. I gengäld skulle Ryssland göra investeringar i Sevastopol samt sänka Ukrainas pris för gasimporten från Ryssland med cirka 30 procent (till ett värde av 40 miljarder amerikanska dollar, enligt dåvarande ryske premiärministern Vladimir Putin). Det undertecknade avtalet skulle bevara Sevastopol som en i vissa avseenden rysk stad ända fram till 100-årsminnet av axelmakternas belägring av staden under andra världskriget.

### Krimkrisen 2014
Februari–mars skedde en kupp på Krim av proryska separatister med hjälp av soldater i anonyma uniformer, där det folkvalda styret i både den autonoma republiken och stadskommunen Sevastopol avsattes. Inför den illegala folkomröstningen i Krim 2014 utropade de nya ledarna sina två områden den 11 mars som en självständig stat och citerade då Kosovo som ett internationellt prejudikat. Därefter anslöts området av Ryska federationen som de två nya "federala subjekten" Republiken Krim och ”den federala staden Sevastopol”. Ryssland fortsätter därför åtskillnaden från den sovjetiska/ukrainska tiden, då Sevastopol formellt inte tillhörde Krim utan var direktstyrt från Moskva. När sovjetrepubliken Ukraina övertog Krim var Sevastopol fortfarande direktstyrt från Moskva, och när Ukraina blev självständigt 1991 byttes direktstyret från Moskva mot ett direktstyre från Kiev.
De facto administreras staden sedan 21 mars 2014 från Moskva som en självstyrande stad separerad från Republiken Krim.
Den nya de facto-situationen för Sevastopol och Krim har endast erkänts av Ryssland samt ett fåtal allierade stater.[källa behövs] Ukraina, EU och FN:s generalförsamling  anser fortfarande att Sevastopol är del av Ukraina.
För första gången sedan andra världskriget hade en europeisk stat erövrat och införlivat en del av ett annat land. Omvärlden reagerade starkt på annekteringen. Ryssland anklagades för att ha brutit både mot folkrätten och mot flera internationella avtal.